# Национални паркови Северне Македоније
У Северној Македонији постоје 4 национална парка:
- Национални парк Галичица
- Национални парк Маврово
- Национални парк Пелистер
- Национални парк Шар-планина []